# نو¹ کبوتر
نو¹ کبوتر یک ستاره است که در صورت فلکی کبوتر قرار دارد.